# Helladia pretiosa
Helladia pretiosa là một loài bọ cánh cứng trong họ Cerambycidae.